# Heinz Peter Scholz
Heinz Peter Scholz (auch Heinz-Peter Scholz) (* 3. August 1916 in Königsberg (Preußen); † 7. August 1992 in Berlin) war ein deutscher Schauspieler und Hörspielsprecher.

## Leben
Heinz Peter Scholz war der Sohn eines Oberpostinspektors und nahm in seiner Geburtsstadt sowie in Berlin Schauspielunterricht, unter anderem bei Max Gülstorff. Sein Bühnendebüt gab er ebenfalls in Königsberg. Nach dem Krieg setzte er seine Laufbahn an Theatern in Freiberg, Wurzen und Halle fort, ehe er 1950 mit seiner Frau, der Schauspielerin Ruth Winkler, in den Westen übersiedelte. Hier gastierte Scholz an zahlreichen Bühnen, Inszenierungen führten ihn auch in die Schweiz und nach Österreich.
Seit Mitte der 1950er-Jahre arbeitete Scholz auch regelmäßig für Film und Fernsehen. Als Stabsarzt Dr. Sämig in 08/15, dem ersten Teil von Hans Hellmut Kirsts gleichnamiger Romantrilogie, stand er das erste Mal vor der Kamera. Bis kurz vor seinem Tod folgten zahlreiche weitere Rollen, so in drei Folgen von Jürgen Rolands Krimireihe Stahlnetz und als Gastdarsteller in bekannten Serien wie Polizeifunk ruft, Sonderdezernat K1 oder Ein Heim für Tiere. Ferner war Scholz sporadisch als Hörspielsprecher tätig.
Heinz Peter Scholz verstarb wenige Tage nach seinem 76. Geburtstag in Berlin und wurde auf dem dortigen Friedhof Wilmersdorf im Grab seiner Eltern beigesetzt.

## Filmografie (Auswahl)
- 1954: 08/15
- 1955: Ich weiß, wofür ich lebe
- 1955: Rosenmontag
- 1955: Erster Klasse
- 1958: Stahlnetz: Die blaue Mütze
- 1958: Stahlnetz: Sechs unter Verdacht
- 1960: Scheidungsgrund: Liebe
- 1962: Stahlnetz: In jeder Stadt …
- 1963: Der Fall Rohrbach
- 1967: Der dritte Handschuh
- 1967: Anastasia
- 1968: Polizeifunk ruft – Luftfracht für Beirut
- 1968: Detektiv Quarles – Das unsichtbare Gift
- 1970: Schlagzeilen über einen Mord
- 1970: Die seltsamen Methoden des Franz Josef Wanninger – Der Fremdenführer
- 1974: Sonderdezernat K1 – Friedhofsballade
- 1976: Spannagl & Sohn – Hochzeitstag mit Drum und Dran
- 1976: Der Anwalt – Rückfällig
- 1976: Hans im Glück
- 1981: Der Schluckauf
- 1983: Eier am Stiel
- 1989: Tatort – Keine Tricks, Herr Bülow
- 1992: Ein Heim für Tiere – Das Geburtstagstier

## Hörspiele
- 1955: Kurt Reiss: Geld spielt keine Rolle – Regie: Kurt Reiss – BR
- 1955: Wilhelm Lichtenberg/Bruno Egler: Der Kinderstar – Regie: Hellmuth Kirchammer – BR
- 1959: Corinne Pulver: Tennis – Regie: Gert Westphal – RB
- 1960: Georg Zivier: Berlin und das Romanische. Von der schöpferischen Bohème – Regie: Hanns Korngiebel – RIAS
- 1963: Rolf Goetze: Untern Linden, untern Linden – Regie: Alexander Pestel – RIAS
- 1963: Georg Zivier: Berlin und die Ullsteins – Regie: Jörg Jannings – RIAS
- 1967: Dieter Forte: Bergerstraße 8 – Regie: Günter Braun – RIAS
- 1968: Florian Kienzl: Berlin wie es pfeift und klatscht – Unser Publikum im Theater – Regie: Jörg Jannings – RIAS
- 1986: Evelyne Hardey: Arnes Bernhardiner – Regie: Ulli Herzog – SFB